# Synagoga Ahawat Raim w Krakowie
Synagoga Ahawat Raim w Krakowie (z hebr. Miłości Bliźniego) – synagoga znajdująca się na Starym Mieście w Krakowie, w kamienicy Jordanowskiej przy ulicy Szpitalnej 24.
Synagoga została założona około 1900 roku, kiedy to bogaty kupiec Selig Hirsch Steif przekazał kamienicę Jordanowską Żydowskiemu Stowarzyszeniu Dobrych Dążności, która zaadaptowała ją na cele synagogalne. W latach 1927–1932 przeprowadzono poważną przebudowę według projektu Ferdynanda Lieblinga i Jozuego Oberledera, pod kierownictwem Żydowskiego Stowarzyszenia Miłości Bliźniego – Ahawat Raim. Wtedy też otrzymała taką nazwę.
Podczas II wojny światowej hitlerowcy doszczętnie zdewastowali wnętrze synagogi i urządzili w nim stolarnię. W 1940 roku po negocjacjach z nowym właścicielem, budynek otrzymała parafia prawosławna, która po przeróbkach urządziła we wnętrzach synagogi cerkiew.
Po zakończeniu wojny roszczenia do budynku wysunęła Kongregacja Wyznania Mojżeszowego w Krakowie, która chciała w nim urządzić synagogę garnizonową dla żydowskich żołnierzy i oficerów odbywających służbę w Krakowie. Roszczenia zostały oddalone, a budynek do dziś użytkuje parafia prawosławna Zaśnięcia Najświętszej Maryi Panny.
Do dziś nic się nie zachowało z wyposażenia synagogi, które by mogło wskazywać na pierwotny charakter budowli. W czasach funkcjonowania synagogi główna sala modlitewna znajdowała się na piętrze budynku, zaś galerie dla kobiet na drugim.